# Arnoldus Rotgers
Arnoldus Rotgers (Groningen, 1684 - begraven aldaar, 16 december 1752) was een Nederlandse hoogleraar romeins recht aan de universiteiten van Harderwijk en van Rijksuniversiteit Groningen.
Rotgers studeerde rechten in Groningen en promoveerde in 1710 in Leiden. Hij werd in 1718 hoogleraar aan de hogeschool van Harderwijk en in 1727 aan de universiteit van Groningen, waar hij romeins recht doceerde. Hij stond Rudolf de Mepsche, grietman in het Westerkwartier, als raadsman terzijde bij diens vervolging en berechting van mannen wegens sodomie. Uiteindelijk zouden 22 van hen in Zuidhorn worden geëxecuteerd. 
Rotgers liet bij zijn overlijden in 1752 een aanzienlijk vermogen na aan het Rode Weeshuis in Groningen.
Hij trouwde in 1730  te Groningen met de uit Leiden afkomstige Juliana Louisa Trigland, dochter van de Leidse predikant en hoogleraar Jacob Trigland en Isabelle Sophie de Geer. Hij hertrouwde in 1740 met  Johanna Louisa Trigland.